# Стерический эффект
Стерический эффект — влияние пространственного объёма молекулы на ход химической реакции. Так, присутствие в молекуле больших групп вблизи от реагирующих атомов может препятствовать сближению этих атомов и замедлить реакцию или сделать её невозможной.

## Пример
При использовании ди-трет-бутилкетона в реакции Гриньяра реакция не продолжается: из-за большого объёма уже присоединившихся трет-бутиловых групп очередное замещение не может произойти («трет-бутиловый эффект»).

## История
Стерический эффект был открыт Фридрихом Керманном в 1890 году, в процессе работы этого 24-летнего ассистента университета Фрайбурга с хинонами. Иногда открытие приписывается Виктору Мейеру, который опубликовал свою работу в 1894 году, не упомянув приоритета Керманна. В своей работе 1895 года Рудольф Вегшайдер упомянул приоритет Керманна и впервые использовал современную терминологию.
Эффект, видимо, был известен с 1870-х годов (упоминания встречаются в трудах Гофмана, Меншуткина), однако именно работы Керманна, Мейера, и Вегшайдера привлекли к нему внимание химиков, которое первоначально продержалось до 1930-х годов (в то время интерес переключился на индуктивный эффект). Заметный вклад в теорию сделали Джеймс Конант и Фрэнк Витмор.